# پایلوت نوب (تگزاس)
پایلوت نوب (به انگلیسی: Pilot Knob) یک منطقهٔ مسکونی در ایالات متحده آمریکا است که در شهرستان تراویس، تگزاس واقع شده‌است.